# Matthias Moll
Matthias Moll, auch Mattschö (Mathieu) Moll, (* 8. Januar 1901 in Aachen; † 30. September 1958 ebenda) war Bundestagsabgeordneter der SPD-Fraktion und Abgeordneter für die SPD im Landtag von Nordrhein-Westfalen.

## Ausbildung und Beruf
Matthias Moll stammte aus dem Arbeitermilieu. Nach abgeschlossener Volksschule besuchte er die Wirtschaftsschule in Bernau und Dürrenberg. Er beendete erfolgreich eine Schlosserlehre und war bis 1932 als Maschinenschlosser, später als Versicherungsoberinspektor tätig.

## Politik
Mitglied der SPD wurde er im Jahre 1920. Schnell stieg er zum Vorsitzenden der SPD Aachen auf. 1922 wurde er Funktionär beim Deutschen Metallarbeiter-Verband, 1925 gelang ihm der Sprung in die Ortsverwaltung. Von 1920 bis 1932 war Matthias Moll gewähltes Mitglied der Stadtverordnetenversammlung von Aachen. Auch nach dem Zweiten Weltkrieg war er erneut Stadtvertreter und wirkte als langjähriger Fraktionsvorsitzender der SPD-Fraktion am Wiederaufbau der demokratischen Selbstverwaltung der Stadt Aachen mit. Als Geschäftsführer der Arbeiterwohlfahrt (AWO) hatte er in den Nachkriegsjahren an der Linderung der aus Kriegsfolgen entstandenen Not maßgebenden Anteil.
In seiner Eigenschaft als Abgeordneter des Landtages von Nordrhein-Westfalen trat er politisch erstmals überregional auf. Als Nachrücker gelangte er am 10. Oktober 1949 in den 1. Landtag von Nordrhein-Westfalen. In der zweiten Wahlperiode legte er sein Mandat am 11. November 1953 nieder, da er am 6. September 1953 Abgeordneter im zweiten Deutschen Bundestag wurde. Hier schied er 1957 nach Ablauf der Wahlperiode aus.
Zu seinen politischen Verdiensten in Aachen zählt die Mitwirkung beim Wiederaufbau des Elisenbrunnens und der Burtscheider Bäder. Im Aachener Kurgebiet Hangeweiher wurde der Mattschö-Moll-Weg nach ihm benannt.
Matthias Moll war Mitglied der Gewerkschaft Öffentliche Dienste, Transport und Verkehr.